# Château d'Yzengremer
Le château d'Yzengremer est une propriété privée située sur le territoire de la commune d'Yzengremer, dans le département de la Somme à l'ouest d'Abbeville.

## Historique
Le château fut la propriété de la famille de Fautereau. Anne de Fautereau, baron de Noleval, épousa, en 1647, Marie de Strozzi, originaire de Florence. C'est lui qui fit construire le château d'Yzengremer dans le goût italien de l'époque. Le château fut remanié dans la seconde moitié du XIXe siècle.

## Caractéristiques
Le château construit en brique et pierre possède de très beaux bossages dits « en pointes de diamant », c'est-à-dire taillés en pyramide. Ces bossages ornent à l'aile sud-ouest du bâtiment, l'angle de l'étage et les deux pieds-droits de la fenêtre qui le jouxtent. Ce décor est exceptionnel en Picardie et même en France.
Le château se compose d'un corps principal rectangulaire et d'une seule aile à l'ouest.